# Oskovec II
Oskovec II je přírodní rezervace západně od obce Petrov v okrese Hodonín. Důvodem ochrany je uchování starého lužního lesa na levém břehu Moravy. Les je tvořen jasanem úzkolistým a hostí významnou hnízdní kolonii čápů bílých (Ciconia ciconia) a volavek popelavých (Ardea cinerea).